# Kato Precision Railroad Models
Kato Precision Railroad Models (au Japon: Sekisui Kinzoku Co., Ltd.), est un fabricant japonais de trains miniatures fondé en août 1957 par Hiroshi Kato.

## Histoire

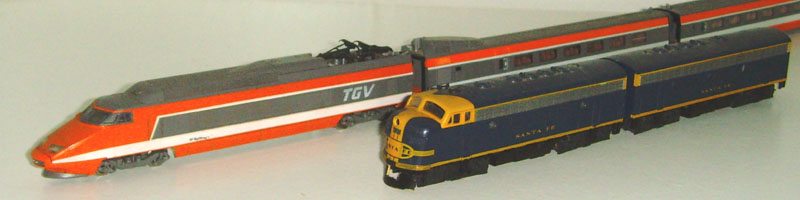
TGV Sud-Est et diesel EMD F7 produits par Kato au 1:160.

Kato travaille sur des produits à deux échelles différentes, le 1:87 (échelle HO), le 1:160 (échelle N) ainsi que le 1:80 (échelle HO japonaise) et le 1:150 (échelle N japonaise) pour trois marchés différents : le Japon, son marché historique, l'Amérique du Nord et l'Europe.
Basée à Tokyo, la firme Kato dispose de deux usines à Tsurugashima et Sakado en Saitama, ainsi que d'une filiale à Schaumburg, Illinois, États-Unis.

Ancien logo créé en 1965

Kato est également fabricant d'un système de voie ferrée miniature à ballast intégré appelé Unitrack.

## Hobby Center Kato
Kato possède deux magasins pour présenter ses produits aux fans et potentiels acheteurs et est exploité par la société affiliée Hobby Center Kato Co., Ltd. Les produits de l'entreprise sont exposés (en vitrine ou sur circuit) et vendus. Il a un rôle fort de point de contact avec les clients, et est chargé de recevoir les services après-vente comme le dépannage. Il y a aussi un service lié à la gamme de pièces assemblées en usine appelées pièces ASSY (pièces vendus séparément pour remplacer une casse ou une perte, un pantographe par exemple).
Les deux adresses sont :
- Tōkyō :  1-24-10 Nishiochiai, Shinjuku-ku, Tokyo (siège social de Kato 1er-2ème étage) Station la plus proche : Ochiai-minami-nagasaki sur la Ligne Ōedo (Le Train présent devant l'entrée est une série Keikyu Type 230)
- Kyōto: 901 Higashi -Shiokojicho , Shimogyo-ku, Kyoto-shi, préfecture de Kyoto (c'est situé dans le bâtiment de la gare de Kyoto, au 9ème étage)